# Тапсоба, Эдмон
Эдмо́н Феса́л Тапсоба́ (фр. Edmond Fayçal Tapsoba; 2 февраля 1999) — буркинийский футболист, защитник клуба «Байер 04» и национальной сборной Буркина-Фасо.

## Клубная карьера
Уроженец Уагадугу, Тапсоба выступал за буркинийские клубы «Салитас» и «Уагадугу». В 2017 году перебрался в Португалию, став игроком клуба «Лейшойнш». В январе 2018 году стал игроком «Витории Гимарайнш», а в апреле того же года подписал контракт с «завоевателями» до 2022 года. 12 августа 2018 года защитник дебютировал в составе «Витории Гимарайнш B» (резервной команде «Витории Гимарайнш») в матче португальской Сегунды против «Кова-да-Пиедади». В сезоне 2018/19 провёл за «Виторию B» 30 матчей и забил 7 мячей в рамках португальской Сегунды. 18 августа 2018 года дебютировал в основном составе «Витории Гимарайнш» в матче португальской Примейры (высшего дивизиона чемпионата Португалии) против «Боавишты».
31 января 2020 года перешёл в немецкий клуб «Байер 04», подписав контракт до июня 2025 года. 8 февраля 2020 года дебютировал в основном составе команды в матче Бундеслиги против «Боруссии Дортмунд».

## Карьера в сборной
24 августа 2016 года дебютировал за национальную сборную Буркина-Фасо в матче против сборной Узбекистана.

## Достижения
«Байер 04»
- Чемпион Германии: 2023/24
- Обладатель Кубка Германии: 2023/24
- Обладатель Суперкубка Германии: 2024